# 里西米納冰川

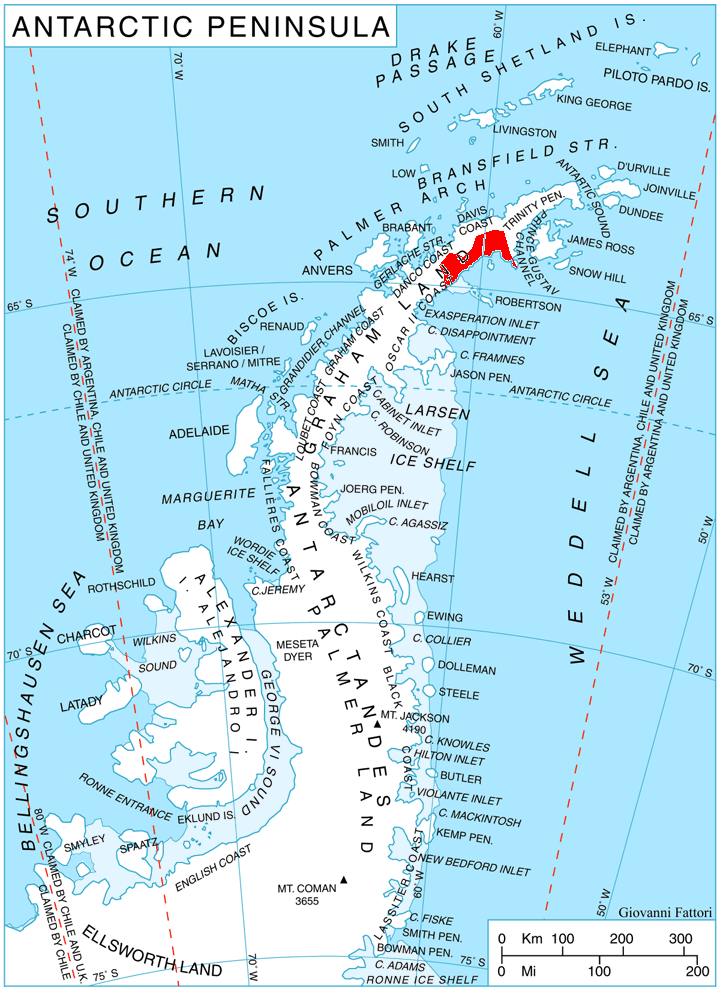

里西米納冰川是南極洲的冰川，位於葛拉漢地，長10公里、寬4.5公里，最終在佩德森冰原島峰以西注入威德爾海，該冰川以保加利亞西北部洞穴命名。
64°53′40″S 61°00′00″W / 64.89444°S 61.00000°W

## 外部連結
- Risimina Glacier. （页面存档备份，存于） SCAR Composite Antarctic Gazetteer.